# Kauczukowiec

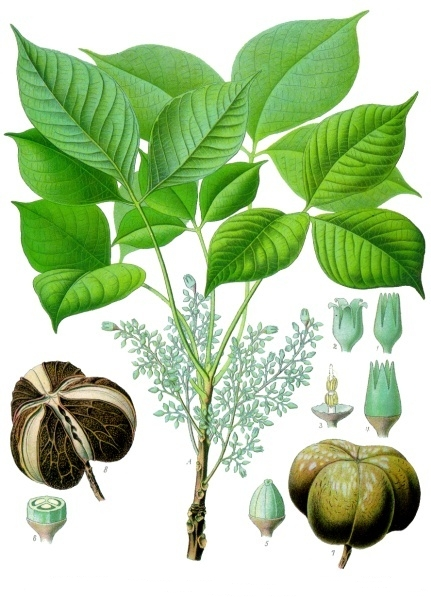
Hevea brasiliensis

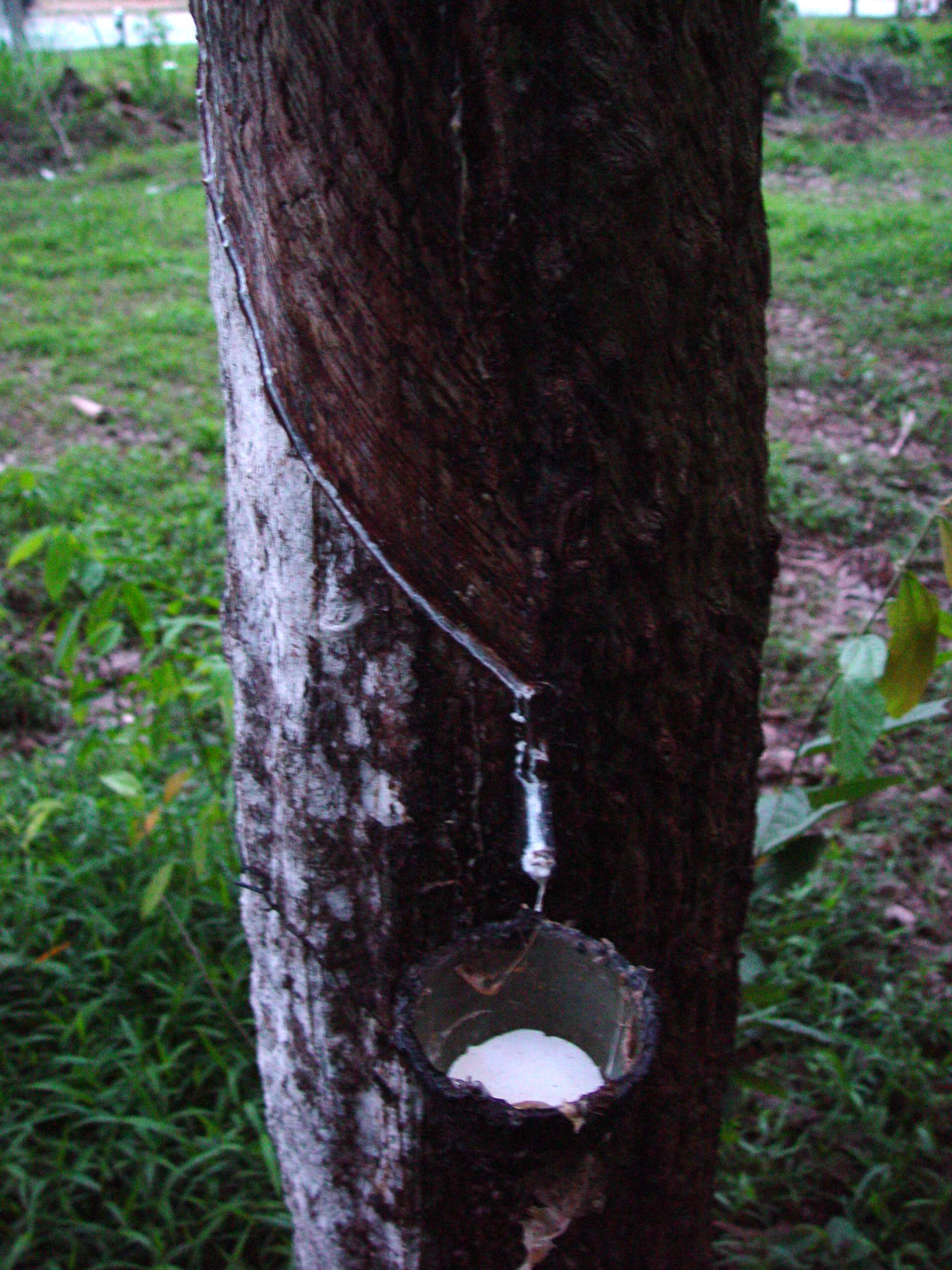
Pozyskiwanie lateksu z naciętego pnia kauczukowca

Kauczukowiec, hewea (Hevea Aubl.) – rodzaj wiecznie zielonych drzew z rodziny wilczomleczowatych. Obejmuje 10 gatunków występujących w Ameryce Południowej (od Kolumbii i Wenezueli po Boliwię i południową Brazylię), a jako rośliny introdukowane – na innych kontynentach w strefie międzyzwrotnikowej. Duże znaczenie ekonomiczne ma kauczukowiec brazylijski.

## Morfologia
KoraWystępuje w niej lateks – sok mleczny, pozyskiwany przez nacięcie kory pnia.
LiścieTrójdzielne.
KwiatyNiepozorne, tworzą wiechy.

## Systematyka
Pozycja systematyczna według Angiosperm Phylogeny Website (2001...)
Rodzaj wilczomlecz należy do podrodziny Crotonoidea, rodziny wilczomleczowatych, która jest rodziną siostrzaną dla bukietnicowatych (Rafflesiaceae), zaliczaną do obszernego rzędu malpigiowców (Malpighiales) i wraz z nim do kladu różowych w obrębie okrytonasiennych.
Pozycja w systemie Reveala (1993-1999)
Gromada okrytonasienne (Magnoliophyta Cronquist), podgromada Magnoliophytina Frohne & U. Jensen ex Reveal, klasa Rosopsida Batsch, podklasa ukęślowe (Dilleniidae Takht. ex Reveal & Tahkt.), nadrząd Euphorbianae, rząd wilczomleczowce (Euphorbiales Lindl.), rodzina wilczomleczowate (Euphorbiaceae Juss.), podplemię Heveinae Müll.-Arg., rodzaj kauczukowiec (Hevea Aubl.).
Wykaz gatunków
- Hevea benthamiana Müll.Arg.
- Hevea brasiliensis (Willd. ex A.Juss.) Müll.Arg. – kauczukowiec brazylijski
- Hevea camargoana Pires
- Hevea camporum Ducke
- Hevea guianensis Aubl.
- Hevea microphylla Ule
- Hevea nitida Mart. ex Müll.Arg.
- Hevea pauciflora (Spruce ex Benth.) Müll.Arg.
- Hevea rigidifolia (Spruce ex Benth.) Müll.Arg.
- Hevea spruceana (Benth.) Müll.Arg.

## Zastosowanie
Rośliny kauczukodajne uprawia się na dużą skalę na plantacjach w celu pozyskiwania soku mlecznego (lateksu), który jest przerabiany na kauczuk naturalny.